# Pit
Pit je rijeka u SAD-u, sjeveroistočnom dijelu američke savezne države Kalifornija, najveća pritoka rijeke Sacramento.
Rijeka je nazvana prema engl. riječi "pit" što na hrv. znači jama ili rupa. Achomawi indijanci kopali su rupe kao zamke za divljač koja bi na rijeku dolazila zbog vode. 
Rijeka nastaje spajanjem južne (engl. "South Fork Pit River") i sjeverne grane (engl. "North Fork Pit River"). Južna grana zajedno s najduljim izvorima, potokom Cedar Creek koji se ulijeva u potok West Valley Creek, duga je oko 93 km. Izvor se nalazi jugoistočno od planine Buck u planinama Warner u jugoistočnom dijelu nacionalne šume "Modoc National Forest", samo 14 km zapadno od granice sa saveznom državom Nevada. 
Sjeverna grana, s potokom Linnville Creek, počinju oko 8 km jugoistočno od gradića Davis Creek. Nakon 48 km spaja se s južnim krakom sjeverno od gradića Alturasa.
Rijeka je u svom tijeku pregrađena s nekoliko brana u svrhu dobivanja električne energije, te se ulijeva u jezero Shasta gdje čini najduži rukavac jezera (oko 50km). 
Jezero Goose na granici država Oregon i Kalifornija, povremeno se, u vremeno obilnih kiša ili topljenja snijega, drenira putem sjeverne grane u rijeku Pit.
Od većih pritoka rijeke, ističe se rijeka McCloud, te potoci Ash i Squaw. 